# ويلهلم فرايبيرج
ويلهلم فرايبيرج (بالسويدية: Wilhelm Friberg)‏ هو صحفي الرأي سويدي، ولد في 25 يوليو 1865 في Göteborgs Carl Johans parish ‏ في السويد، وتوفي في 16 يناير 1932 في أورغريت فورساملينج ‏ في السويد.